# HD 65066
HD 65066，又名BD+09 1824，SAO 116162、HR 3097，是一颗恒星，视星等为6.05，位于銀經212.57，銀緯18.53，其B1900.0坐标为赤經7h 51m 50.4s，赤緯+8° 18.53′ 31″。